# Mala Mîhailivka, Vesele
Mala Mîhailivka (în ucraineană Мала Михайлівка) este localitatea de reședință a comunei Bilorițke din raionul Vesele, regiunea Zaporijjea, Ucraina.

## Demografie
Componența lingvistică a localității Mala Mîhailivka
     Ucraineană (76,54%)
     Rusă (21,34%)
     Alte limbi (0,18%)
Conform recensământului din 2001, majoritatea populației localității Mala Mîhailivka era vorbitoare de ucraineană (76,54%), existând în minoritate și vorbitori de rusă (21,34%) și armeană (1,06%).